# Conservatoire national supérieur de musique et de danse de Paris

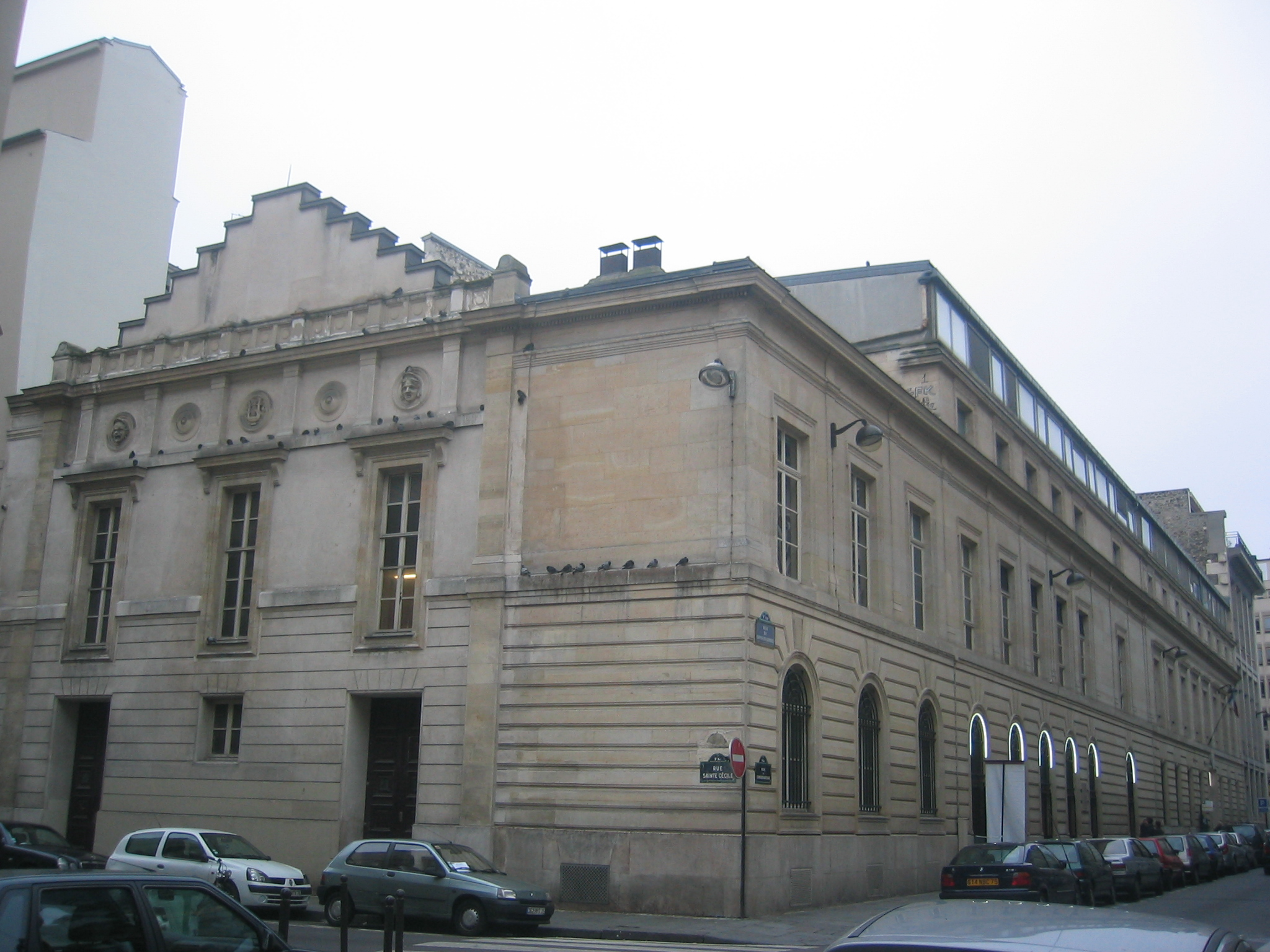
De voormalige concertzaal van het conservatorium van Parijs (als zodanig in gebruik tot 1911), nu theater van het conservatorium.

Het Conservatoire national supérieur de musique et de danse de Paris (afgekort: CNSMDP), ook bekend als Conservatoire de Paris, is een conservatorium in Parijs, Frankrijk. Deze instelling voor hoger muziekonderwijs werd opgericht op 3 augustus 1795. Naar de Franse republikeinse kalender, die toen officieel in gebruik was, vond de oprichting plaats op 16 Thermidor van het 3e jaar. Het CNSMDP is een school in het hoger onderwijs voor de opleiding tot professioneel musicus en andere gerelateerde disciplines. De collectie muziekinstrumenten werd in 1978 afgestaan aan de staat en is sinds 1997 te zien in het Musée de la musique, eveneens in Parijs.

## Geschiedenis
Koning Lodewijk XIV van Frankrijk creëerde de Koninklijke academie voor muziek (Académie royale de musique) met het Koninklijk Besluit op 28 juni 1669. Vanzelfsprekend was de academie financieel afhankelijk van het Koninklijke huis. In 1783 kwam er ook nog een tweede instelling bij, de École royale de chant et de déclamation.

## Institut national de musique
Bij de École royale de chant et de déclamation werd als gevolg van de Franse Revolutie een École de musique municipale in 1792 bijgevoegd, die onder leiding stond van Bernard Sarrette. Uit de École de musique municipale, die voornamelijk voor de opleiding van muzikanten van de Musique de la Garde nationale zorgde, en de École royale de chant et de déclamation werd het Institut national de musique gevormd. De eerste directeur van deze instelling was de uit Henegouwen afkomstige componist François-Joseph Gossec.

## Conservatoire de musique
Met het besluit van 3 augustus 1795 werd het Conservatoire de musique opgericht en ondergebracht in het gebouw van het Institut national de musique. De instelling kreeg een nieuwe structuur. De eerste directeur van deze instelling was Bernard Sarrette, die gecontroleerd werd door drie inspecteurs, François-Joseph Gossec, Étienne Nicolas Méhul en Luigi Cherubini. Sarrette breidde de disciplines in 1800 van de aanvankelijke opleiding van instrumentalisten (strijkers, blazers en piano) uit met opleidingen voor theater en dans. In 1806 werd een leerlingenorkest gevormd en opgericht door François-Antoine Habeneck. In hetzelfde jaar werd ook de naam veranderd in Conservatoire de musique et de déclamation en die naam bleef bestaan tot 1934. Toen werd de naam gewijzigd in Conservatoire national de musique et d’art dramatique.

## Conservatoire de musique et de déclamation
Tijdens de Restauratie werd het Conservatoire de musique et de déclamation weer een École royale de musique et de déclamation onder leiding van een inspecteur général, François-Louis Perne. Tot 1822 werd het aantal disciplines verlaagd. Op 20 april 1822 werd Luigi Cherubini tot directeur benoemd en aangesteld. Cherubini voerde grote structurele veranderingen door. Cherubini en zijn opvolgers Daniel-François-Esprit Auber (1842-1871), Ambroise Thomas (1871-1896), Théodore Dubois (1896-1905), Gabriel Fauré (1905-1920), Henri Rabaud (1920-1941) en Claude Delvincourt (1941-1954), brachten het conservatorium naam en faam en maakten het tot een van de bekendste conservatoria van Europa.

## Conservatoire national supérieur de musique et de danse de Paris
In 1946 werd de afdeling voor theaterkunst in een nieuw en zelfstandig Conservatoire national supérieur d'art dramatique ondergebracht. De muzikale disciplines werden in het Conservatoire national supérieur de musique de Paris bijeengebracht. Met de impulsen van de directeurs Marcel Dupré (1954-1956), Raymond Loucheur (1956-1962) en Raymond Gallois-Montbrun (1962-1983) werd het algehele niveau verbeterd. Als docenten wist men grote kunstenaars aan te trekken, zoals Mstislav Leopoldovitsj Rostropovitsj, Christa Ludwig, Wilhelm Kempff, Yehudi Menuhin en Zubin Mehta, enzovoort.
De instelling heeft nu als volledige naam: Conservatoire national supérieur de musique et de danse de Paris (CNSMDP) en ressorteert onder het Ministère de la culture et de la communication. De huidige behuizing, gebouwd naar een prijswinnend ontwerp van de Franse architect Christian de Portzamparc, werd in 1990 geopend als onderdeel van de Cité de la musique in het noordoosten van Parijs.
Het conservatorium biedt onder andere cursussen in de volgende vakgebieden:
- Vocale muziek
- Musicologie en analyse
- Muziektheorie, compositie en orkestdirectie
- Instrumentale muziek (klassiek en hedendaags)
- Oude muziek
- Jazz en improvisatie
- Muziekpedagogiek en lerarenopleiding
- Multimediale registratietechniek
- Choreografie, klassieke en hedendaagse dans

## Bekende studenten
- Adolphe Adam (1803-1856)
- Bernardo Adam Ferrero (1942-2022)
- Jehan Alain (1911-1940)
- Marie-Claire Alain (1926-2013)
- Jean Delphin Alard (1815-1888)
- Charles-Valentin Alkan (1813-1888)
- Maurice André (1933-2012)
- Juan Crisóstomo de Arriaga (1806-1826)
- Daniel-François-Esprit Auber (1782-1871)
- Jean-Pierre Aumont (1911-2001)
- Georges Auric (1899-1983)
- Léon Bandini (1932-)
- Paul Bazelaire (1886-1958)
- George Benjamin (1960-)
- Hector Berlioz (1803-1869)
- Anner Bijlsma (1934-2019)
- İdil Biret (1942-)
- Georges Bizet (1838-1875)
- Adolphe Blanc (1828-1885)
- Amando Blanquer Ponsoda (1935-2005)
- Nicolas Bochsa (1789-1856)
- Joseph Bonnet (1884-1944)
- Nadia Boulanger (1887-1979)
- Pierre Boulez (1925-2016)
- Louis Albert Bourgault-Ducoudray (1840-1910)
- Maurice Bourgue (1939-2023)
- Pierre de Bréville (1861-1949)
- Henri Busser (1872-1973)
- Lucien Capet (1873-1928)
- André Caplet (1878-1925)
- Michele Carafa de Colobrano (1787-1872)
- Alfredo Casella (1883-1947)
- Enrique Mario Casella (1891-1948)
- Georges Caussade (1873-1936)
- Natasha Soloveitchik Chances (1920-2009)
- Ruperto Chapi y Lorenta (1851-1909)
- Gustave Charpentier (1860-1956)
- Marie-Madeleine Chevalier-Duruflé (1921-1999)
- Camille Chevillard (1859-1923)
- Pierre Cochereau (1924-1984)
- Philip Corner (1933-)
- Alfred Cortot (1877-1962)
- Régine Crespin (1927-2007)
- Claude Debussy (1862-1918)
- Léo Delibes (1836-1891)
- Françoise Alexandre Delsarte (1811-1871)
- Jeanne Demessieux (1921-1968)
- Désiré Dondeyne (1921-2015)
- Théodore Dubois (1837-1924)
- François-René Duchâble (1952-)
- Paul Dukas (1865-1935)
- Gabriel Dupont (1878-1914)
- Jules Laurent Duprato (1827-1892)
- Marcel Dupré (1886-1971)
- Maurice Duruflé (1902-1986)
- Henri Dutilleux (1916-2013)

- Maurice Emmanuel (1862-1938)
- George Enescu (1881-1955)
- Ulvi Cemal Erkin (1906-1972)
- Rolande Falcinelli (1920-2006)
- Paul Fauchet (1881-1937)
- Carl Flesch (1873-1944)
- André Fleury (1903-1995)
- Louis Fleury (1878-1926)
- Jean-Louis Florentz (1947-2004)
- Friedrich von Flotow (1812-1883)
- Pierre Fournier (1906-1986)
- Jean Françaix (1912-1997)
- César Franck (1822-1890)
- Noël Gallon (1891-1966)
- Philippe Gaubert (1879-1941)
- André Gédalge (1856-1926)
- Jerónimo Giménez y Bellido (1854-1923)
- Ida Gotkovsky (1933-)
- Charles Gounod (1818-1893)
- Peter-Lukas Graf (1929-)
- Enrique Granados y Campiña (1867-1916)
- Gabriel Grovlez (1879-1944)
- Jean-Jacques Grunenwald (1911-1982)
- Jean Guillou (1930-2019)
- Ernest Guiraud (1837-1892)
- Reynaldo Hahn (1874-1947)
- Jacques Fromental Halévy (1799-1862)
- Katsuhisa Hattori (1936-2020)
- Anton Hekking (1855-1935)
- Gérard Hekking (1879-1942)
- Ferdinand Hérold (1791-1833)
- Henri Herz (1803-1888)
- Arthur Honegger (1892-1955)
- Norman J. Hunt (1921-1984)
- Jacques Ibert (1890-1962)
- Vincent d'Indy (1851-1931)
- André Jolivet (1905-1974)
- Louis Jullien (1812-1860)
- Charles Koechlin (1867-1950)
- Katia Labèque (1950--)
- Marielle Labèque (1952--)
- Pierre Labric (1921-)
- Szymon Laks (1901-1983)
- Édouard Lalo (1823-1892)
- Serge Lancen (1922-2005)
- Jean Langlais (1907-1991)
- Maurice Le Boucher (1882-1964)
- Charles Lenepveu (1840-1910)
- Xavier Leroux (1863-1919)
- Rachel van Lier (1856 - 1939)
- Gaston Litaize (1909-1991)
- Jacques Loussier (1934-2019)
- Alexandre Luigini (1850-1906)
- Jean-Claude Malgoire (1940-2018)
- Jean-Yves Malmasson (1963-)
- Antoine François Marmontel (1816-1898)

- Neville Marriner (1924-2016)
- Martin Marsick (1847-1924)
- Paule Maurice (1910-1967)
- Jules Massenet (1842-1912)
- Victor Maurel (1848-1923)
- Toshiro Mayuzumi (1929-1997)
- Max Méreaux (1946-)
- Olivier Messiaen (1908-1992)
- Georges Migot (1891-1976)
- Darius Milhaud (1892-1974)
- Akira Miyoshi (1933-2013)
- Pierre Monteux (1875-1964)
- Charles Münch (1891-1968)
- Yves Nat (1890-1956)
- Ronald (Ron) Jack A. Nelson (1929-)
- Joseph Neuhäuser (1890-1949)
- Ginette Neveu (1919-1949)
- Gabriel Parès (1860-1934)
- Patricia Petibon (1970-)
- Fernande Peyrot (1888-1978)[1]
- Claude Pichaureau (1940-)
- Gabriel Pierné (1863-1937)
- Pierre Pincemaille (1956-2018)
- Robert Planel (1908-1994)
- Jean-Luc Ponty (1942-)
- Georges Prêtre (1924-2017)
- Roland Pröll (1949-)
- Henri Rabaud (1873-1949)
- Maurice Ravel (1875-1937)
- Gabrielle Réjane (1856-1920)
- Joseph Guy Ropartz (1864-1955)
- Daniel Roth (1942-)
- Camille Saint-Saëns (1835-1921)
- Pierre Sancan (1916-2008)
- Pablo de Sarasate y Navascués (1844-1908)
- Eugène Sauzay (1809-1901)
- Augustin Savard (1814-1881)
- Thomas Daniel Schlee (1957-)
- Florent Schmitt (1870-1958)
- Makoto Shinohara (1931-)
- Germaine Tailleferre (1892-1983)
- Jacques Thibaud (1880-1953)
- Albert Thiry (1886-1966)
- Germaine Thyssens-Valentin (1902-1987)
- Charles Louis Ambroise Thomas (1811-1896)
- Paul Tortelier (1914-1990)
- Charles Tournemire (1870-1939)
- Guy Touvron (1950-)
- Paul Vidal (1863-1931)
- Louis Vierne (1870-1937)
- Ricardo Viñes (1876-1943)
- Émile Waldteufel (1837-1915)
- Léon Waldteufel (1832-1884)
- Paul Wehage (1963-)
- Akio Yashiro (1929-1976)
- Xian Xinghai (1905-1945)

## Bekende docenten
- Adolphe Adam (professor in compositie vanaf 1849)
- Daniel-François-Esprit Auber (directeur van 1842-1871)
- Tony Aubin (professor)
- Pierre Marie François de Sales Baillot (professor voor viool)
- Charles de Bériot
- Albert Bertelín
- Henri Montan Berton (professor voor harmonie vanaf 1795 tot 1806 en vanaf 1817)
- Matthieu Frédéric Blasius (professor voor blaasinstrumenten vanaf 1795)
- Pierre Blasius (professor voor blaasinstrumenten vanaf 1795)
- André Bloch (professor voor harmonie)
- François-Adrien Boïeldieu (professor voor compositie vanaf 1817)
- Ernest Boulanger, vader van Nadia Boulanger
- Nadia Boulanger (professor voor compositie)
- Pierre de Bréville (professor voor compositie van kamermuziek)
- Henri Büsser (professor voor compositie van 1930 tot 1948)
- Michele Carafa de Colobrano (professor voor contrapunt van 1840 tot 1858)
- Charles Simon Catel (professor voor harmonieleer vanaf 1795, inspecteur vanaf 1810)
- María Luigi Carlos Zenobio Salvatore Cherubini (directeur van 1822-1842, professor voor contrapunt)
- Georges Caussade (professor voor fuga en contrapunt)
- Léo Delibes (professor voor compositie vanaf 1880)
- François Devienne (professor voor fluit vanaf 1795)
- Théodore Dubois (directeur van 1896-1905)
- Marcel Dupré (professor voor orgel van 1926-1954, directeur van 1954-1956)
- Frédéric Nicolas Duvernoy (professor voor hoorn van 1795-1830)
- C. Dycke
- André-Frédéric Eler (bibliothecaris van 1795-1797, docent voor begeleiding 1798-1800, docent voor solfège 1800-1801, professor voor contrapunt 1816-1821)
- Rolande Falcinelli (professor voor orgel van 1955-1986)
- Gabriel Fauré (professor in compositie vanaf 1897, directeur van 1905-1920)
- François-Joseph Fétis (professor voor compositie)
- César Franck (professor voor orgel van 1872-1890)
- Jean Gallon (professor voor harmonieleer)
- Pierre Gaviniès (professor voor viool van 1796-1800)
- François René Gebauer (professor voor fagot van 1795-1802 en van 1824-1838)

- Michel Joseph Gebauer (professor voor hobo van 1795-1802), oudere broer van François René Gebauer
- Eugène Gigout (professor voor orgel van 1911-1925)
- François-Joseph Gossec (Inspecteur met andere vanaf 1795 en professor)
- André Ernest Modeste Grétry (Onderwijsinspecteur met andere vanaf 1795 en professor)
- Gabriel Grovlez (professor voor kamermuziek 1939)
- Alexandre Guilmant (professor voor orgel van 1896-1911)
- Ernest Guiraud
- Jacques Ibert
- Vincent d'Indy (professor van 1912-1929)
- Hyacinthe Jadin (professor voor piano vanaf 1795)
- Louis Emmanuel Jadin (professor vanaf 1802)
- Rudolphe Kreutzer (professor voor viool vanaf 1797)
- Honoré François Marie Langlé (professor voor harmonie vanaf 1795)
- Olivier Latry (professor voor orgel)
- Jean-Xavier Lefèvre (professor voor klarinet vanaf 1795)
- Jean-François Lesueur (Inspecteur met andere vanaf 1795 en professor)
- Daniel Lesur (professor voor compositie)
- Jean Paul Egide Martini (professor vanaf 1796)
- Jules Massenet (professor in compositie van 1878 - 1896)
- Étienne Nicolas Méhul (Inspecteur met andere vanaf 1795 en professor)
- Olivier Messiaen (professor voor analyse en compositie van 1942-1978)
- Darius Milhaud (professor vanaf 1946)
- Etienne Ozi (professor voor fagot vanaf 1795)
- Simone Plé-Caussade (professor voor fuga; echtgenote van Georges Caussade)
- Henri Rabaud (directeur van 1920 tot 1941)
- Guy Rondón
- Jean Roger-Ducasse (professor voor compositie)
- Pierre Sancan
- Adolphe Sax (docent)
- Ambroise Thomas (directeur van 1871-1896)
- Firmin Touche (professor voor viool)
- Charles Tournemire (professor voor kamermuziek van 1919-1939)
- Paul Vidal (professor voor compositie)
- Charles–Marie Widor (professor voor orgel van 1890-1896, professor voor compositie vanaf 1896)
- Pierre Pincemaille (professor voor contrapunt van 2005-2018)